# بوده گایا

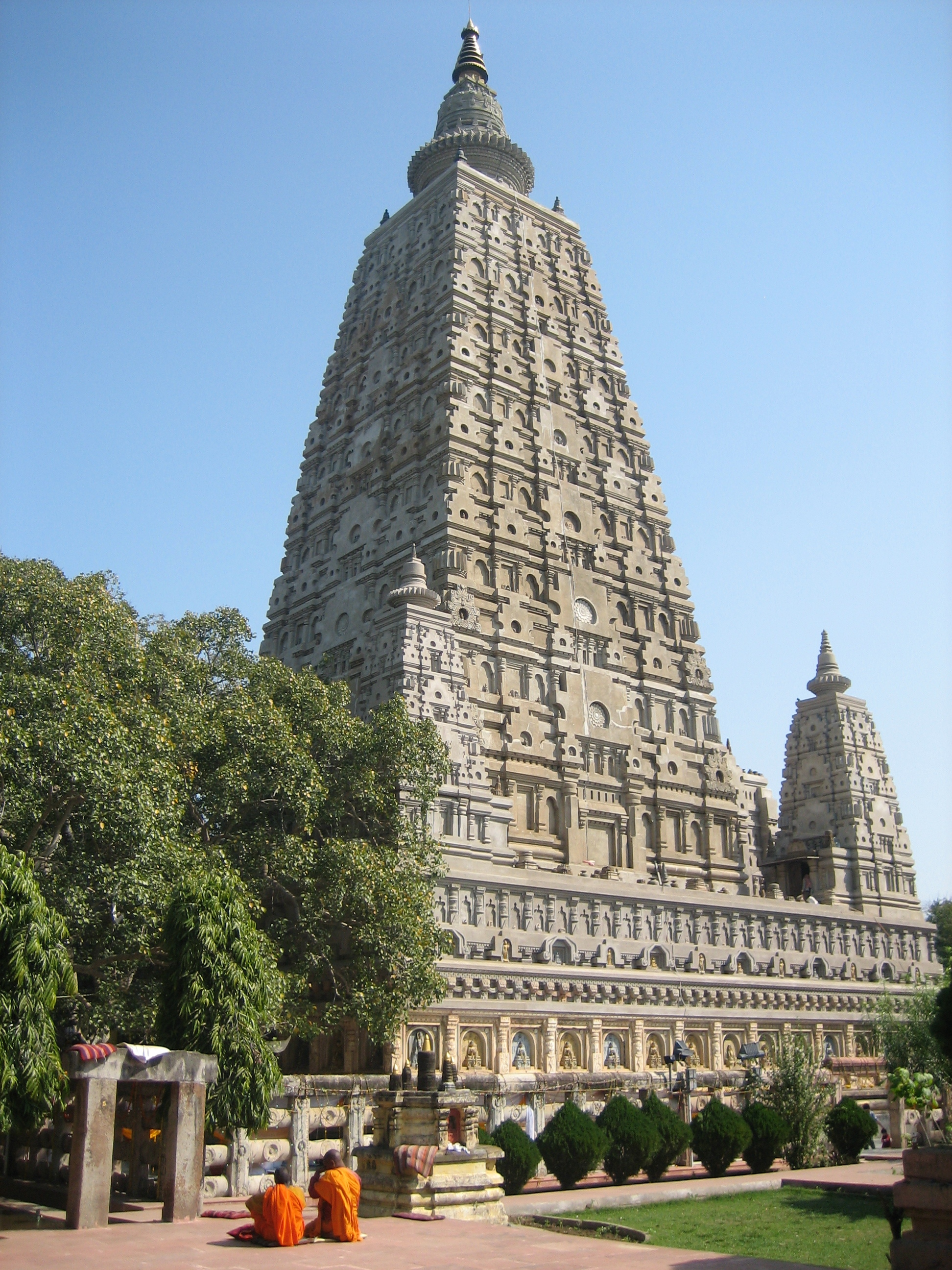

بوده گایا (Bodh Gaya) یا گهواره بودائیسم ، جائی است که بودا مدت هفته شبانه روز زیر درختی ریاضت کشیده تا اینکه به حقیقت دست یافته است.در معبدی که در این محل قرار دارد مجسمه طلائی با شکوهی از بودا دیده می‌شود.